# ジアダ (小惑星)
ジアダ (6877 Giada) は、小惑星帯にある小惑星。コッレヴェルデ・ディ・グイドーニアでヴィンチェンツォ・スィルヴァーノ・カスッリとS. ヴァレンティーニが発見した。
カスッリの娘に因んで名付けられた。